# 하점면
하점면(河岾面)은 대한민국 인천광역시 강화군의 면이다. 서해안 방어의 전초기지로 해안선 4km에 걸쳐 군작전 요충지 8개소가 자리하고 있다. 역사 유적지로는 세계문화유산인 부근리 고인돌, 오층석탑, 봉천대, 석조여래입상 등이 있다.

## 개요
1910년 한일강제병합 이후 하음면과 간점면, 외가면을 통합하여 하점면으로 편성하였다. 당시 하점면에 포함된 지역이 신봉, 장정, 양오, 부근, 삼거, 신삼, 망월, 창후, 이강리 등 모두 9개 리였는데 1983년 1월 10일에 의해 양오리가 송해면에 편입되면서 8개 리로 확정, 현재에 이르고 있다.

## 법정리
- 신봉리(新鳳里)
- 장정리(長井里)
- 부근리(富近里)
- 삼거리(三巨里)
- 신삼리(新三里)
- 망월리(望月里)
- 창후리(倉後里)
- 이강리(梨江里)

## 교육

### 초등학교
- 하점초등학교
- 명신초등학교

### 중학교
- 강서중학교

## 문화재

### 보물
- 강화 장정리 오층석탑 - 보물 제10호
- 강화 동종 - 보물 제11-8호

### 사적
- 강화 부근리 지석묘 - 사적 제137호

### 인천광역시 기념물
- 봉천대 - 인천광역시 기념물  제18호
- 강화 부근리 점골 고인돌 - 인천광역시 기념물 제32호
- 강화 삼거리 고인돌군 - 인천광역시 기념물 제45호

### 인천광역시 문화재자료
- 원층사지 - 인천광역시 문화재자료 제9호
- 망월돈대 및 장성 - 인천광역시 문화재자료 제11호
- 무태돈대 - 인천광역시 문화재자료 제18호

## 명소
- 강화역사박물관
- 심은미술관
- 백련사